# Cochin International Airport
Cochin International Airport (IATA: COK, ICAO: VOCI) är en internationell flygplats som betjänar staden Cochin, i delstaten Kerala, Indien. Den ligger vid Nedumbassery, cirka 25 km nordost om stadens centrum. Flygplatsen är den första i sitt slag som utvecklats under en offentlig-privat partnerskapsmodell (PPP) i Indien. Detta projekt finansierades av nästan 10 000 icke-bosatta indier från 32 länder.
Den är den mest trafikerade och största flygplatsen i delstaten Kerala och den fjärde största flygplatsen i södra Indien. År 2019 tillgodosåg Cochin International Airport 61,8 procent av den totala flygpassagerartrafiken i Kerala. Det är den tredje mest trafikerade flygplatsen i Indien när det gäller internationell trafik och även den åttonde mest trafikerade totalt. Under räkenskapsåret 2018–2019 hanterade flygplatsen mer än 10,2 miljoner passagerare med totalt 71 871 flygplansrörelser. Från och med 2023 betjänas Kochis flygplats av över 25 flygbolag som transporterar passagerare till 31 internationella destinationer och 22 inrikesdestinationer.
Flygplatsen driver tre passagerarterminaler och en lastterminal med en total yta på över 225 000 kvadratmeter. År 2015 blev Cochin International Airport världens första helt soldrivna flygplats med invigningen av en dedikerad solcellsanläggning. För denna entreprenöriella vision vann flygplatsen det eftertraktade priset Champion of the Earth 2018, den högsta miljöutmärkelsen som instiftats av FN. Flygplatsen tilldelades pris för Den bästa flygplatsen i Asien-Stillahavsområdet 2020 (5 till 15 miljoner passagerare per år) av Airports Council International.

## Historik
Cochins flygplats började som en landningsbana på Willingdon Island, byggd 1936 av kungariket Cochin, avsedd för att transportera tjänstemän som var engagerade i utvecklingen av Cochins hamn. Konungariket Cochin tillät britterna, som styrde Indien vid den tiden, att omvandla landningsbanan till en militär flygplats för användning av den indiska marinen under andra världskriget. Royal Navy valde den som en strategisk plats för dess högkvarter i södra Indien och som en flygstation med landningsplan och sjöflygplansbas. Den militära anläggningen var värd för sjöstridsflygplan och var avsedd att motverka eventuella japanska flyganfall. En liten marin enhet inrättade operationer bara två dagar före andra världskrigets utbrott.
Efter att Indien uppnått dominionstatus och sammanslagningen av kungariket Cochin med Indien, drev den indiska flottan flygplatsen, även om den tillät civila flygplan att använda anläggningen. Persiska golfens ekonomiska boom på 1980-talet gjorde det nödvändigt att utveckla internationella förbindelser till Cochin till gagn för gästarbetare som arbetar i Mellanöstern.
Den tidigare utrikesterminalen genomgick en större renovering innan den omvandlades helt till en inrikesterminal, medan en ny toppmodern utrikesterminal byggdes. Den nya internationella terminalen ligger på den östra sidan av den tidigare strukturen. Det bebyggda utrymmet för den nya terminalen är 140 000 m2 med åtskillnad för avgångar och ankomster på olika nivåer. Den nya terminalen med en höjd som Keralas tempelarkitektur har alla de senaste funktionerna av internationella standarder. Terminalen med två nivåer har utrustning för 112 incheckningsdiskar, med in-line-bagagekontroll, 100 immigrationsdiskar, 3 716 kvadratmeter taxfreebutiker vid avgångs- och ankomstlounger, 19 boardinggater, 15 flygbryggor, sex bagagetransportband och helt täckt belysnings- och ombordstigningsområde.

## Galleri

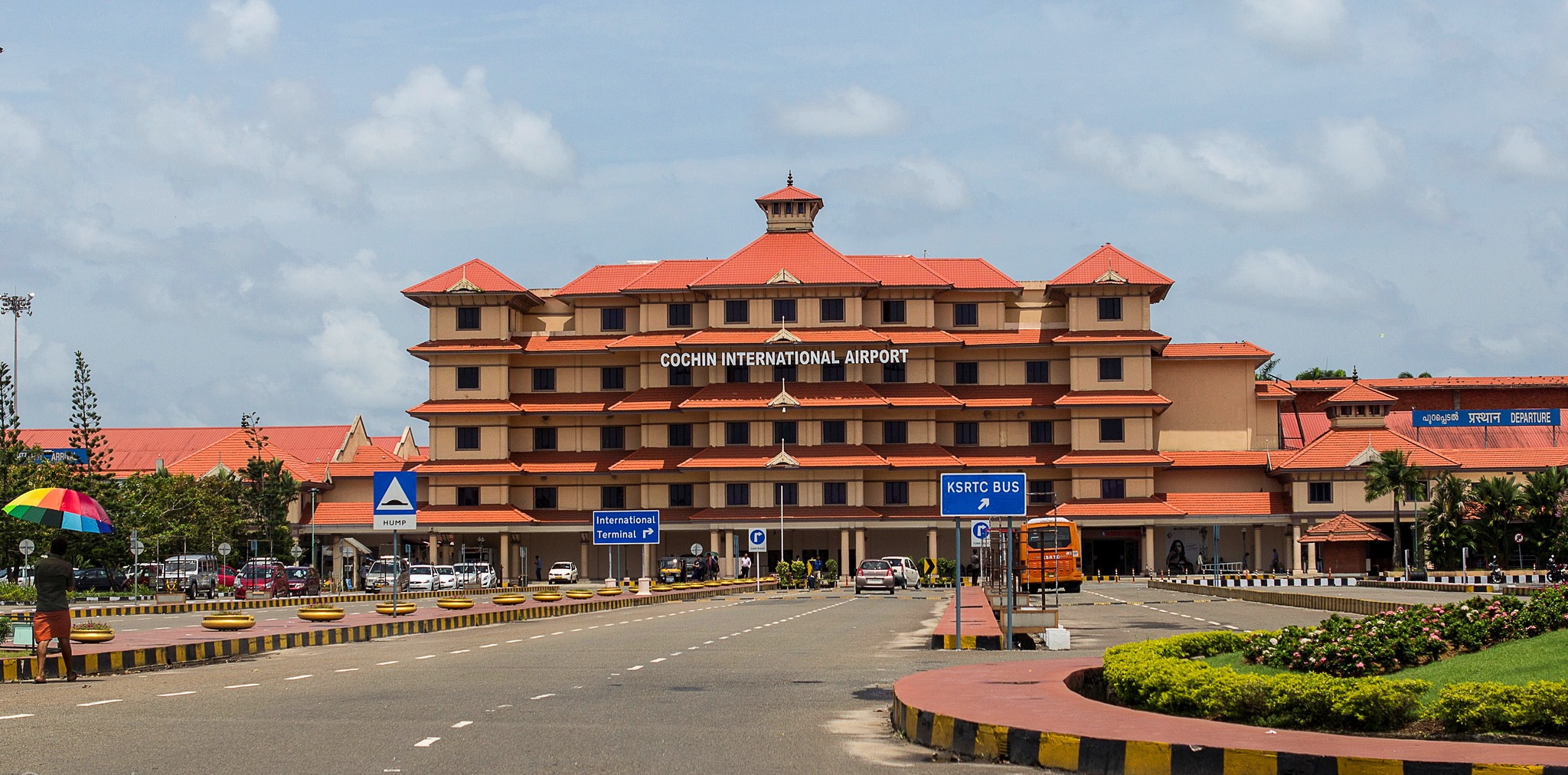
Flygplatsens huvudentre.
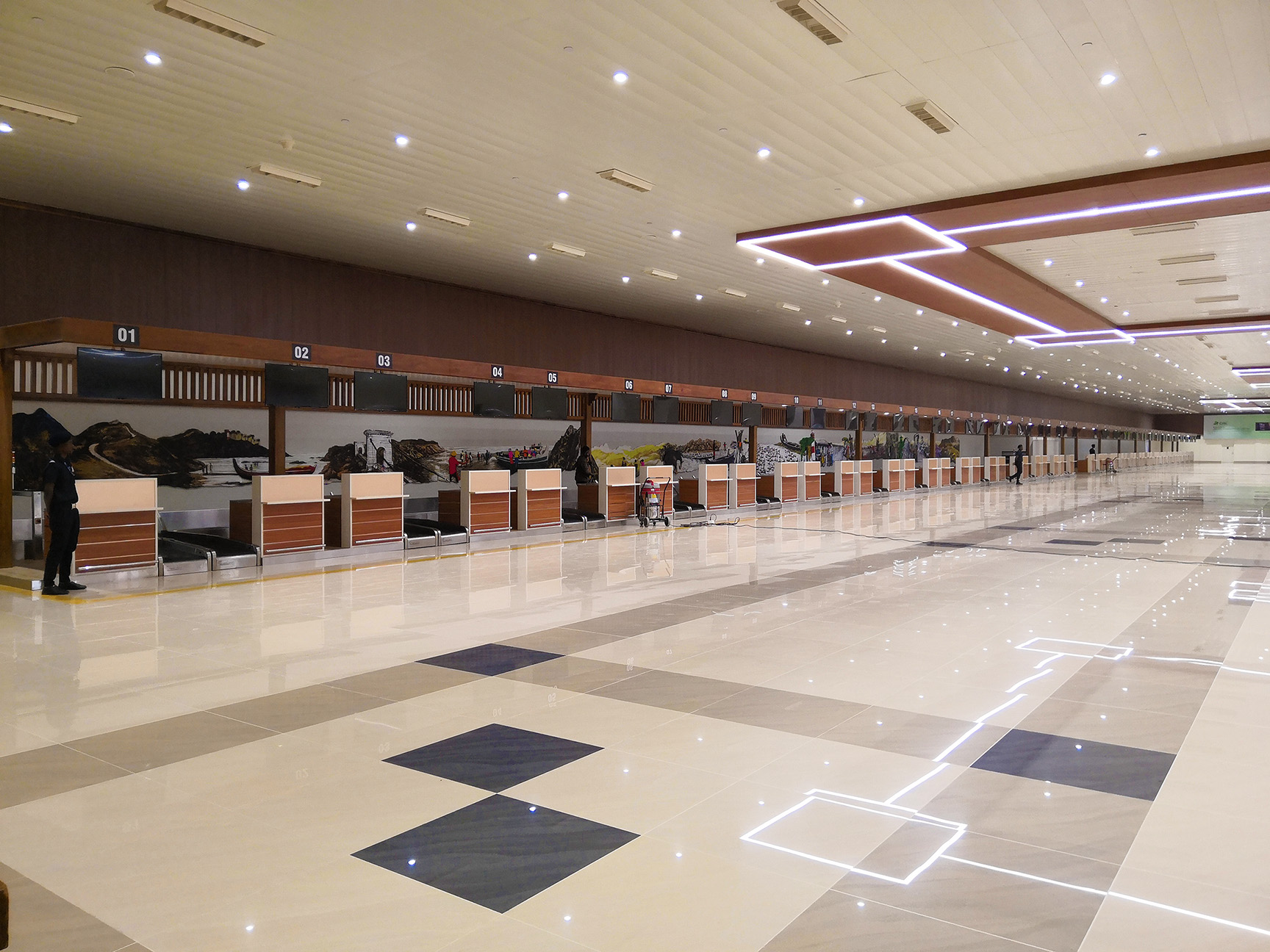
Incheckningsdiskar vid Terminal 1.
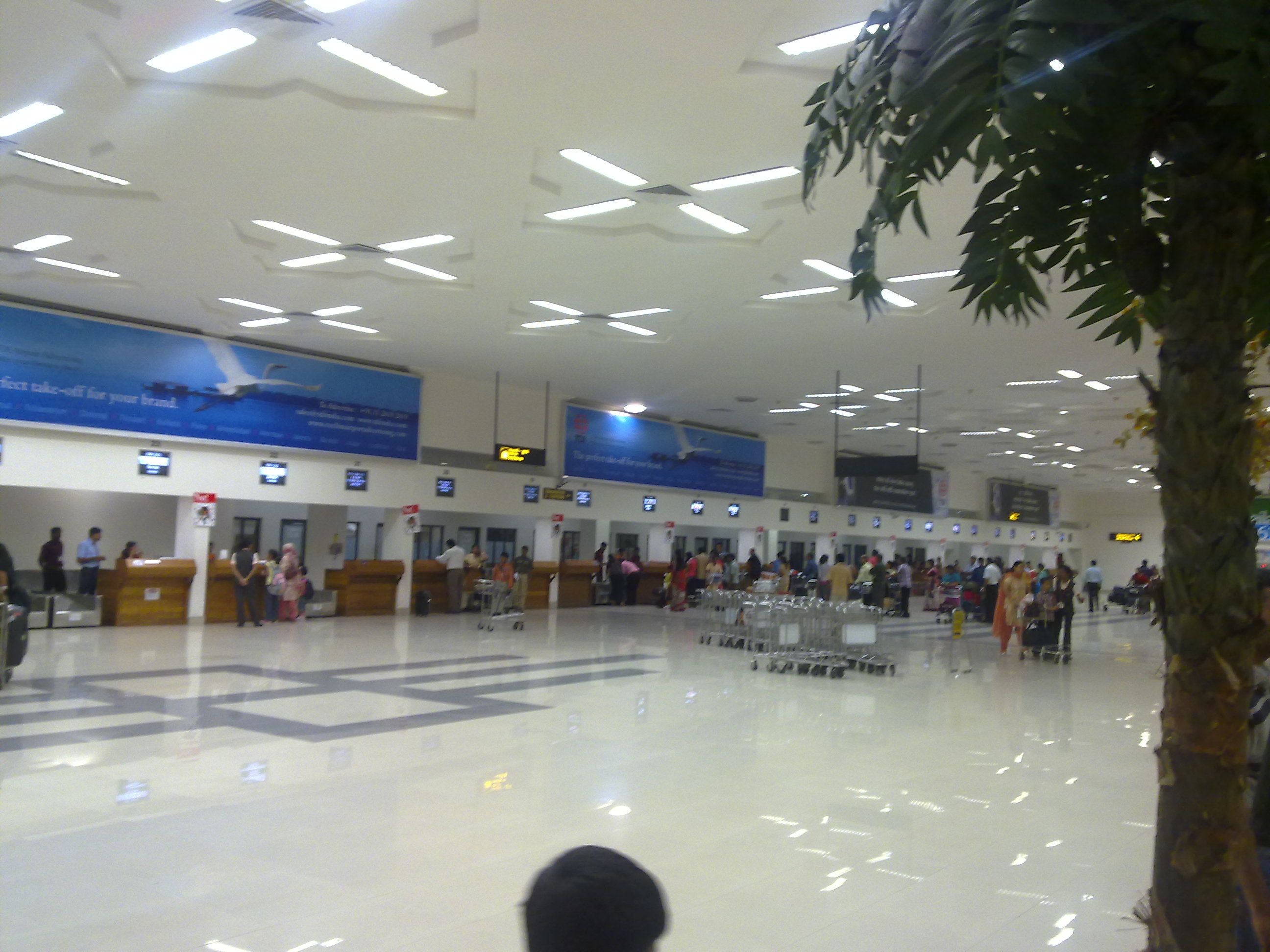
Incheckningsdiskar vid Terminal 2.
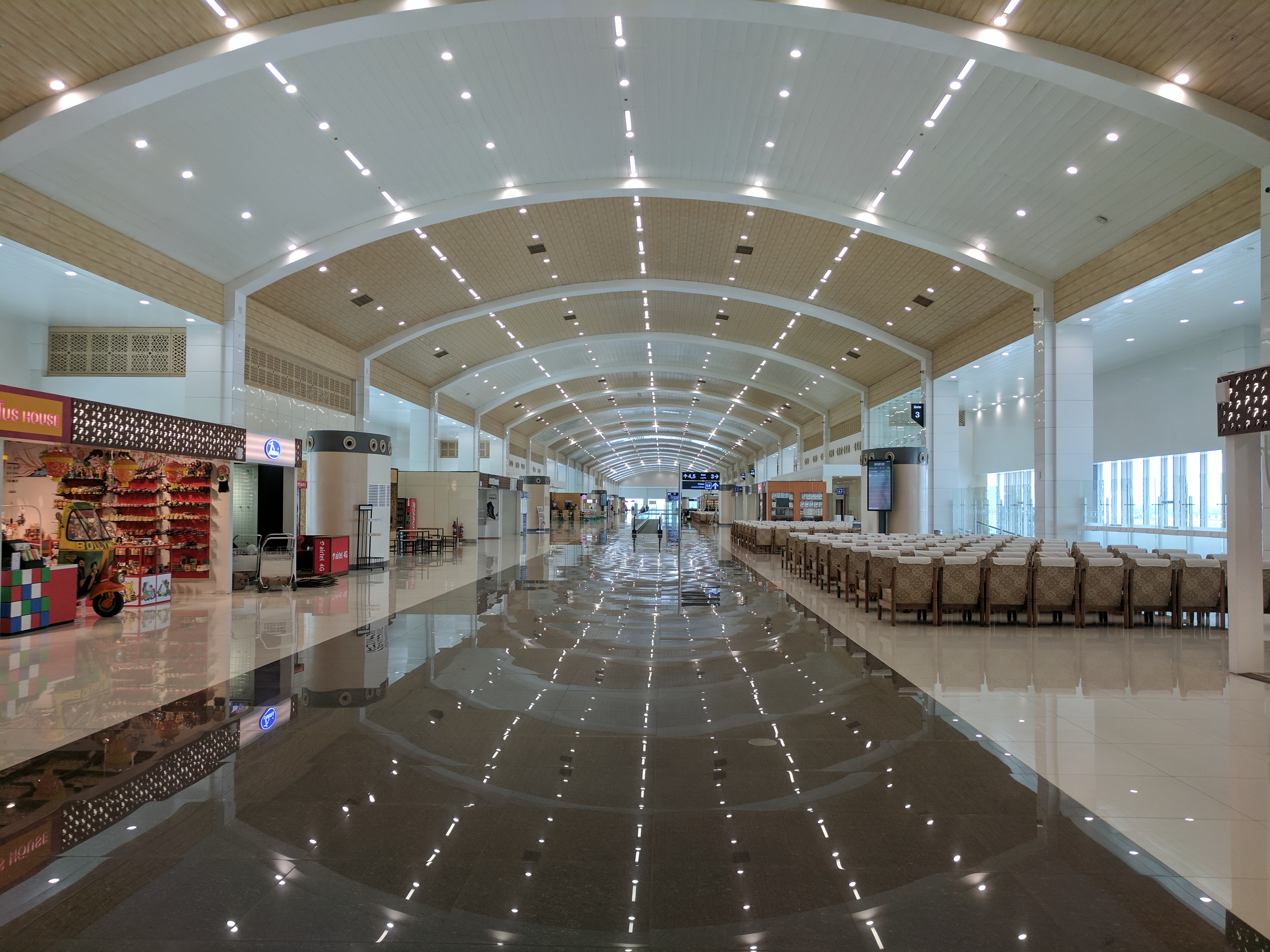
Avgångshallen Terminal 3.

## Flygbolag och destinationer
| Flygbolag          | Destinationer |
| ------------------ | --- |
| Air Arabia         | Abu Dhabi, Sharjah |
| Air India          | Delhi, Doha, Dubai–International, London–Gatwick, Mumbai |
| Air India Express  | Abu Dhabi, Bahrain, Bangalore, Dammam, Delhi, Doha, Dubai–International, Hyderabad, Kolkata, Muscat, Riyadh, Salalah, Sharjah |
| AirAsia            | Kuala Lumpur–International |
| Akasa Air          | Bangalore, Mumbai |
| Alliance Air       | Agatti, Bangalore, Hyderabad, Salem |
| Batik Air Malaysia | Kuala Lumpur–International |
| Emirates           | Dubai–International |
| Etihad Airways     | Abu Dhabi |
| flydubai           | Dubai–International |
| Gulf Air           | Bahrain |
| IndiGo             | Abu Dhabi, Ahmedabad, Bahrain, Bangalore, Bhopal, Chandigarh, Chennai, Delhi, Doha, Dubai–International, Goa–Dabolim, Hyderabad, Kannur, Kolkata, Kuwait City, Malé, Mumbai, Muscat, Patna, Pune, Raipur, Thiruvananthapuram, Varanasi, Visakhapatnam |
| Jazeera Airways    | Kuwait City |
| Kuwait Airways     | Kuwait City |
| Malaysia Airlines  | Kuala Lumpur–International |
| Maldivian          | Malé |
| Oman Air           | Muscat |
| Qatar Airways      | Doha |
| Saudia             | Jidda, Riyadh |
| Singapore Airlines | Singapore |
| SpiceJet           | Chennai, Dubai–International, Mumbai |
| SriLankan Airlines | Colombo–Bandaranaike |
| Thai AirAsia       | Bangkok–Don Mueang |
| VietJet Air        | Ho Chi Minh City |
| Vistara            | Delhi, Mumbai |